# Cumberland Falls State Resort Park

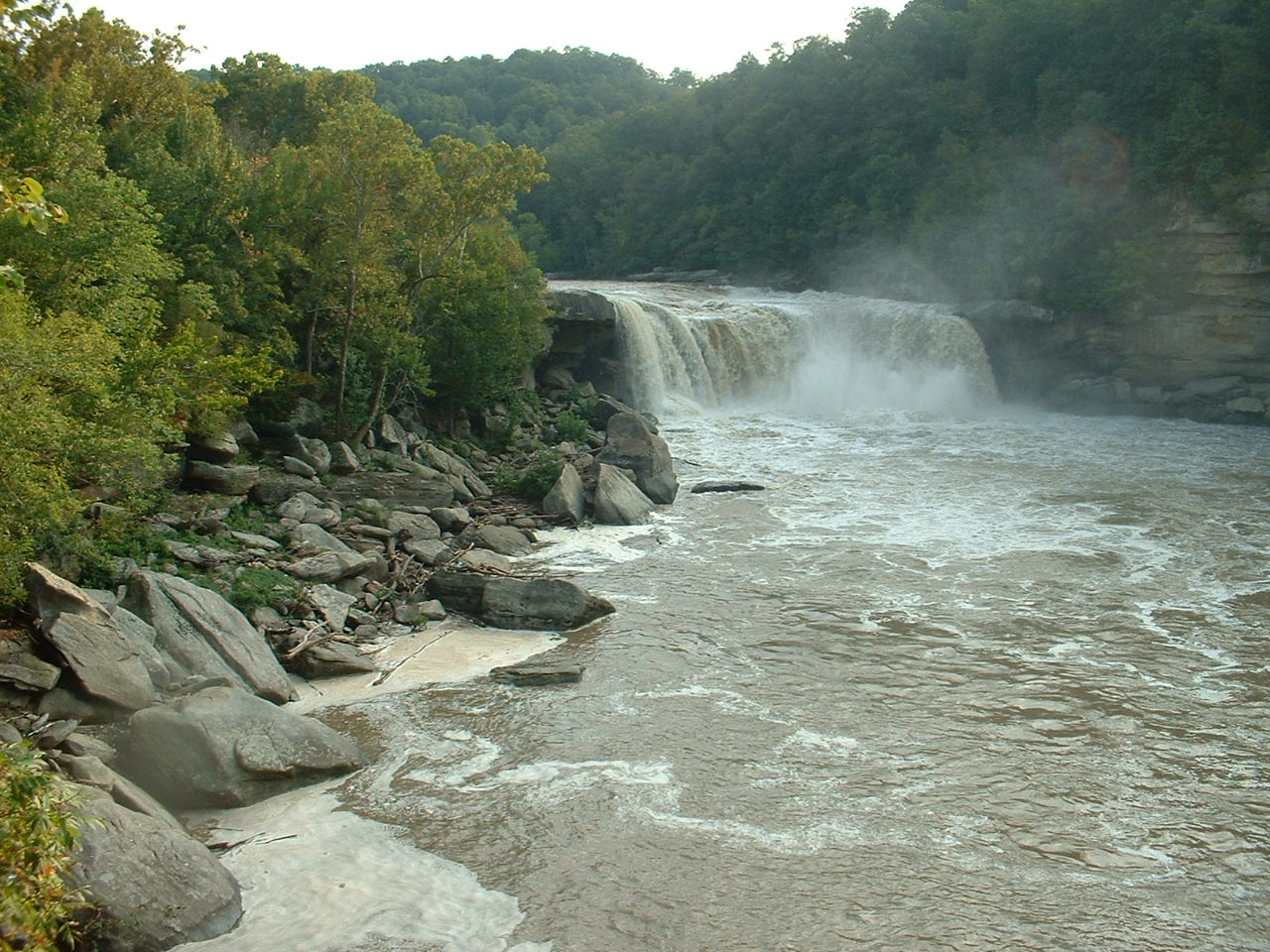
Cumberland Falls

Der Cumberland Falls State Resort Park ist ein State Park im US-Bundesstaat Kentucky. Als State Resort Park verfügt der Park über eine Lodge mit Restaurant.

## Lage
Der 6,7 Quadratkilometer große Park liegt am Cumberland River, der sich hier durch eine hügelige Landschaft windet. In der Nähe liegen der Daniel Boone National Forest und das The Big South Fork National River and Recreation Area.
Hauptattraktion des Parks sind die 20 Meter hohen und 38 Meter breiten Cumberland Falls, die bei Hochwasser auch auf über 90 Meter Breite anschwellen können. Die Fälle sind bekannt für ihren Mondbogen, der in klaren Vollmondnächten in der Gischt der Fälle zu sehen ist. Im Park liegen noch weitere Wasserfälle, darunter die zwei Kilometer von den Cumberland Falls entfernt liegenden 13 Meter hohen Eagle Falls.

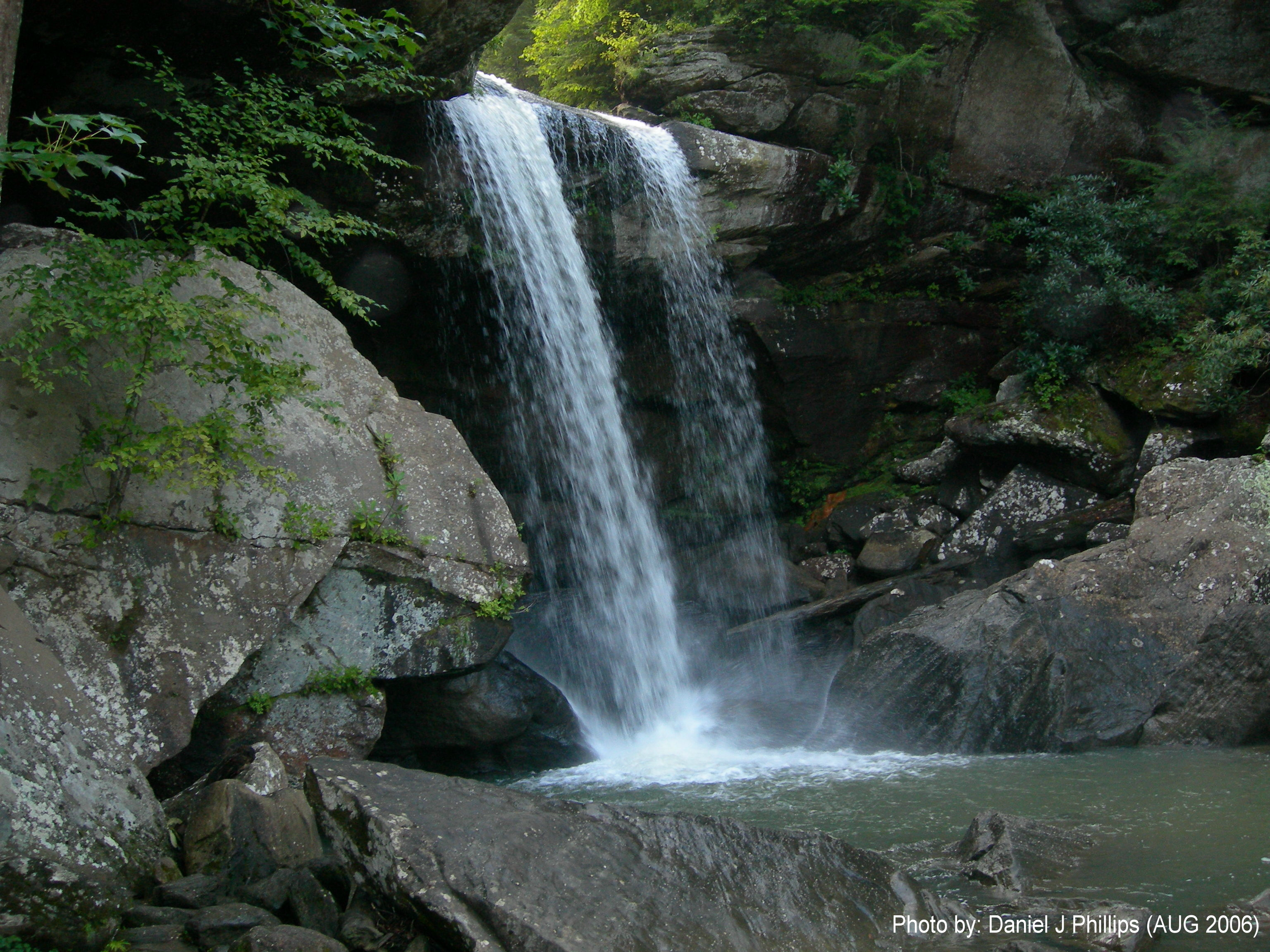
Eagle Falls

## Geschichte
Nachdem die Cumberland River Power Company an den Fällen den Bau eines Staudamms für ein Wasserkraftwerk plante, bot 1927 der Politiker und Industrielle T. Coleman du Pont den Kauf der Cumberland Falls an, wenn das Gebiet als State Park öffentlich zugänglich würde. DuPont starb 1930, doch seine Witwe kaufte die Fälle und 240 Hektar angrenzendes Land für $ 400.000, nachdem das Parlament von Kentucky die Errichtung eines State Parks beschlossen hatte. Am 21. August 1931 wurde der State Park offiziell gegründet. Schon 1931 wurde eine neue Zufahrtsstraße gebaut, und ab 1933 errichteten 136 Angehörige des Civilian Conservation Corps die DuPont Lodge, 15 Besucherhütten, den Zeltplatz, Picknickplätze sowie Wege und Straßen. Die Lodge brannte am 5. April 1940 nieder, wurde aber 1941 neu errichtet. Ebenfalls durch Feuer wurde 1947 das alte Cumberland Falls Hotel zerstört.

## Aktivitäten
Die Benutzung des Parks ist gebührenpflichtig. Es gibt ein Besucherzentrum, das über die Geologie, die Geschichte inklusive derer der indianischen Ureinwohner und über die Natur des Parks informiert, und einen Souvenirladen. Im Park liegen ein öffentlich zugängliches Freibad und ein Mietstall, der Ausritte durch den Park anbietet. Im Cumberland River kann man auf Barsche, Wels und andere Fische angeln. Außerdem werden Rafting-Touren angeboten. Durch das bewaldete Gebiet des Parks führen über 27 Kilometer Wanderwege. Der Moonbow Trail bildet eine Verbindung zu den Wegen im Daniel Boone National Forest.

### Übernachtungsmöglichkeiten
Im Park liegt die historische Dupont Lodge. Das Berghotel umfasst 51 Gästezimmer und ein Restaurant und wurde 2006 komplett renoviert. Weiterhin verfügt der Park über Cottages und einen Campingplatz.